# أكوردوانا

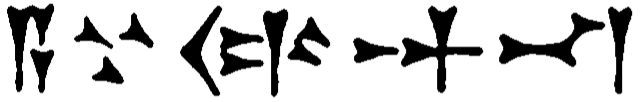
إسمه بالأكدي

كان أكوردوانا الملك العاشر (حوالي ١٤٥٦-١٤٣١ قبل الميلاد) من سلالة بلاد البحر والمعروفة أيضاً بسلالة بابل الثانية، التي حكمت جنوب بلاد ما بين النهرين لنحو ٣٥٠ عامًا، من حوالي ١٧٨٣ إلى ١٤١٥ قبل الميلاد. يُعرف أكوردوانا من قوائم الملوك والسجلات التاريخية اللاحقة، والتي تُشير إلى أنه حكم لمدة ٢٦ عامًا. ومع ذلك، لا يزال الجدل قائمًا حول سنة توليه العرش ومدة حكمه. اذ ان باستثناء قوائم الملوك اللاحقة، لا يُثبت وجوده إلا من خلال ختم أسطواني يُصوّر الملك إلى جانب الآلهة سين وإنليل وإيا.
يُثير اسم أكوردوانا إشكاليةً نظرًا لاختلاف تهجئته في المصادر اللاحقة، كما أن ترجمته وتفسيره غير مؤكدين. خلف الملك أياداراغالاما وخلفه الملك ميلامكور كوري.